# 十六字令
《十六字令》，词牌名，得名於周玉晨同名詞，又名蒼梧謠、歸字謠。单调，十六字，四句、三平韵。

## 異名
蔡伸詞名《蒼梧謠》，袁去華詞亦名《歸字謠》。

## 词牌格式
单调，十六字，四句、三平韵。

平。仄仄平平仄仄平。平平仄，平仄仄平平。

註：
平表示平聲，
仄表示仄聲，
仄表示本仄可平，
平表示本平可仄，粗體表示韻腳。

## 例詞
- 蔡伸《蒼梧謠》

天。休使圓蟾照客眠。人何在，桂影自嬋娟。
- 周玉晨《蒼梧謠》

眠。月影穿窗白玉錢。無人弄，移過枕函邊。
- 张孝祥《归字谣》

归。猎猎薰风颭绣旗。拦教住，重举送行杯。
《十六字令》因此词又名《归字谣》
- 毛澤東《十六字令三首》